# Heterarmia tristaria
Heterarmia tristaria là một loài bướm đêm trong họ Geometridae.